# معاهدة إسطنبول (1479)

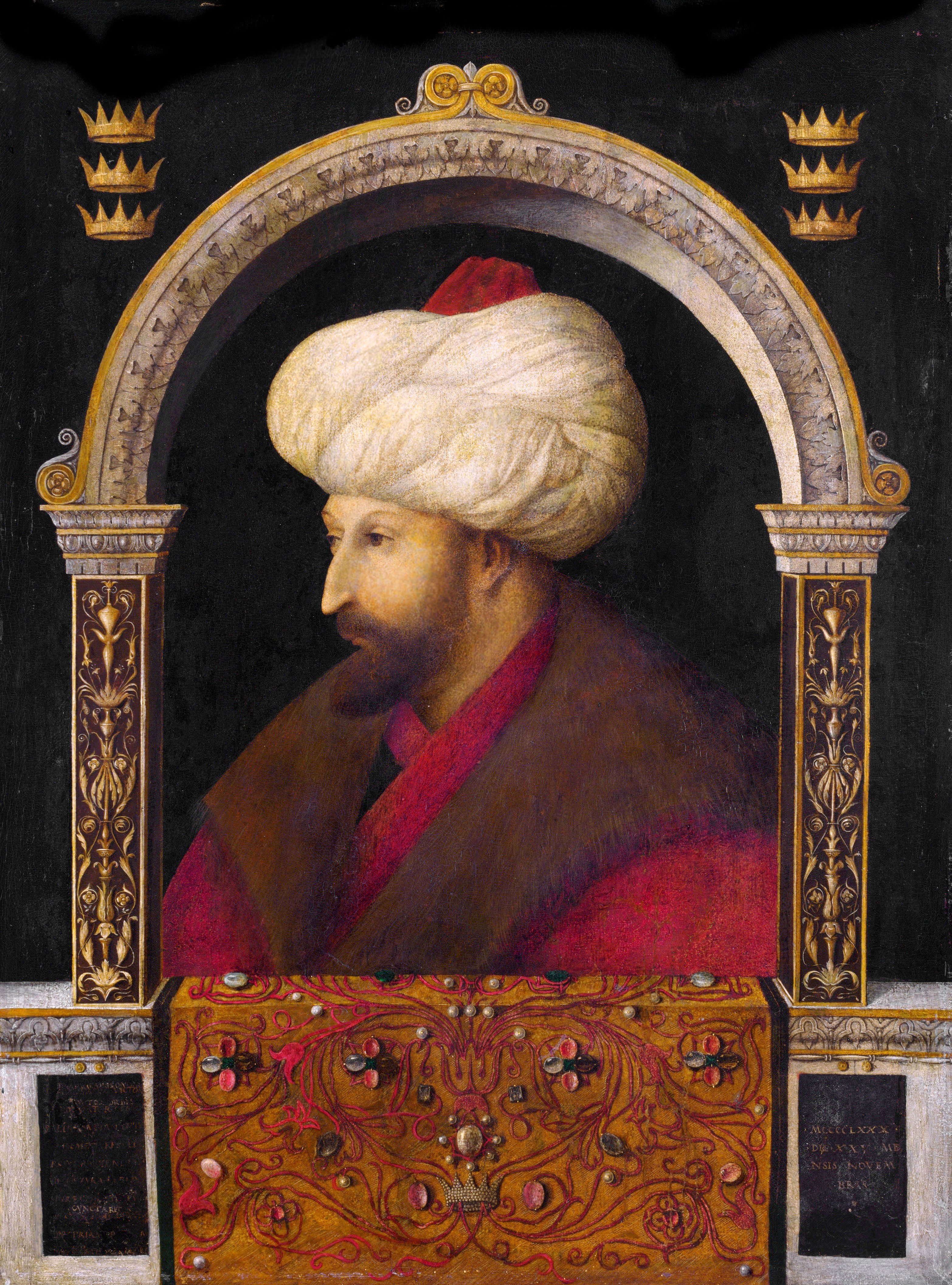

معاهدة القسطنطينية الثانية هي معاهدة التوقيع عليها 25 يناير 1479 انتهت رسمياً خمسة عشر عاما من الحرب بين جمهورية البندقية والإمبراطورية العثمانية. تم عقد الاتفاق نتيجة وصول العثمانيين إلى مشارف مدينة البندقية. بناء على شروط المعاهدة، تم السماح للبنادقة بالاحتفاظ بأولسيني وأنتيفان ودراس. إلا أنها تنازلت عن شقودرة (التي كانت تحت الحصار العثماني لعدة أشهر) فضلاً عن الأقاليم الأخرى على سحال دالماسيا، وكذلك التخلى عن الجزر اليونانية في نغروبونتي (وابية) ليمنوس. وعلاوة على ذلك اضطر البنادقة لدفع 100 ألف دوقية كتعويض ووافق على دفع جزية مقدارها 100 ألف دوقية سنوياً من أجل الحصول على امتيازات تجارية في البحر الأسود. نتيجة هذه المعاهدة ضعف موقف البندقية في الشام.

## لمزيد من الاطلاع
- Diana Gilliland Wright, Pierre A. MacKay, "When the Serenissima and the Gran Turco made Love: the Peace Treaty of 1478" Studi Veneziani, vol. LIII, pp. 261-277